# Bleek knotje
Het bleek knotje (Paratachys micros) is een keversoort uit de familie van de loopkevers (Carabidae). De wetenschappelijke naam van de soort werd in 1828 gepubliceerd door Johann Gotthelf Fischer von Waldheim.